# Sokolovo
Sokolovo (ukrajinsky Соколове, do 23. srpna 1971 Соколів, rusky Соколово) je vesnice na Ukrajině, v Čuhujivském rajónu v Charkovské oblasti.

## Historie
První písemná zmínka pochází z roku 1660. 8. března 1943 se u obce odehrála bitva u Sokolova, ve které zahynul pozdější Hrdina Sovětského svazu, Otakar Jaroš.

## Přírodní poměry
Vesnice se nachází na levém břehu řeky Mžy, nad soutokem s Bolšajou Vilovkou. Meandrující koryto vytváří mnoho ramen a bažinatá jezera, např. Koloda, Chvorostanoje a Komarova Jama. Proti proudu ve vzdálenosti pěti kilometrů je obec Kolesniki, po proudu ve vzdálenosti pěti kilometrů leží obec Vodjachovka, na protějším břehu obec Mirgorody.

## Pamětihodnosti
Ve vesnici se nachází Muzeum válečného bratrství.